# 宁远 (政府官员)
宁远（1949年—），汉族，中华人民共和国政治人物、第十一届全国政协委员。
加入中国共产党，担任国务院南水北调工程建设委员会专家委员会副主任、南水北调办公室原副主任。2008年，当选第十一届全国政协委员，代表科学技术界，分入第三十一组。并担任提案委员会专委。